# アドリアーノ・マローリ
アドリアーノ・マローリ（Adriano Malori、1988年1月28日 - ）は、イタリア、パルマ出身の自転車競技（ロードレース）選手。

## 来歴
2007年
- イタリア選手権 U23・個人タイムトライアル(ITT) 優勝

2008年
- ロードレース世界選手権 U23・ITT 優勝
- イタリア選手権 U23・ITT 優勝
- 欧州選手権 U23・ITT 優勝

2009年
- 地中海競技大会・ITT 優勝

2010年、ランプレ＝ファルネーゼ・ヴィーニ（現 ランプレ・メリダ）と契約を結んでプロ転向。
- バイエルン一周 総合2位
- ツール・ド・フランス初出場、総合170位（ランタン・ルージュ）

2011年
- セッティマーナ・インテルナツィオナーレ・ディ・コッピ・エ・バルタリ 区間1勝(第4S＝TT)・総合5位
- イタリア選手権・ITT 優勝

2012年
- ジロ・デ・イタリア
  - 総合68位（総合首位　第6ステージ）
- 世界選手権・ITT 10位

2013年
- セッティマーナ・インテルナツィオナーレ・ディ・コッピ・エ・バルタリ 区間1勝(第4S＝TT)
- バイエルン一周 総合優勝・区間1勝(第4S=TT)

2014年、モビスター・チームに移籍。
- ツール・ド・サンルイス 区間1勝(第5ステージ=ITT)
- ティレーノ～アドリアティコ 区間1勝(第7ステージ=ITT)
- ルート・デュ・スュド 区間1勝(第3ステージ)
- イタリア選手権・ITT 優勝
- ブエルタ・ア・エスパーニャ
  - 区間2勝(第1ステージ=チームTT、第21ステージ=ITT・敢闘賞)

2015年
- ツール・ド・サンルイス 区間1勝(第5ステージ=ITT)
- ティレーノ～アドリアティコ 区間1勝(第1ステージ=ITT)
- シルキュイ・ド・ラ・サルト 区間1勝(第2ステージb=ITT)
- イタリア選手権・ITT 優勝
- ツール・ド・フランス 総合107位、チーム総合1位
- ツール・デュ・ポワトゥー＝シャラント 総合2位、区間1勝(第4ステージ=ITT)
- 世界選手権
  - 個人タイムトライアル 2位
  - チームタイムトライアル 3位

2016年
- ツール・ド・サンルイスでシーズンインした。ところが、第5ステージで前輪のクラックが原因で頭部から落車し、3日間の昏睡状態に陥った。
- シーズン後半のグランプリ・シクリスト・ド・ケベックで復帰したがDNFとなった。更にこの後4レースに出走したが、完走したのはジロ・デッラ・トスカーナの第1ステージのみ（第2ステージはDNF）だった。

2017年
- 2月と5月にステージレースに一度ずつ出走したが、どちらも第1ステージDNFに終わった。
- 7月10日、引退。